# Porcellio
Porcellio es un género de Isopoda de la familia Porcellionidae. Estos crustáceos son casi cosmopolitas.
Una de las especies más conocidas es la cochinilla de la humedad, Porcellio scaber, de origen holártico que ha sido introducido en otras partes del mundo como Norteamérica y África.
Hacia 1950 se describieron la mayoría de las especies de este género, aunque ya se habían descrito muchas al final del siglo XIX. Se cotinúan describiendo nuevas especies más recientemente.

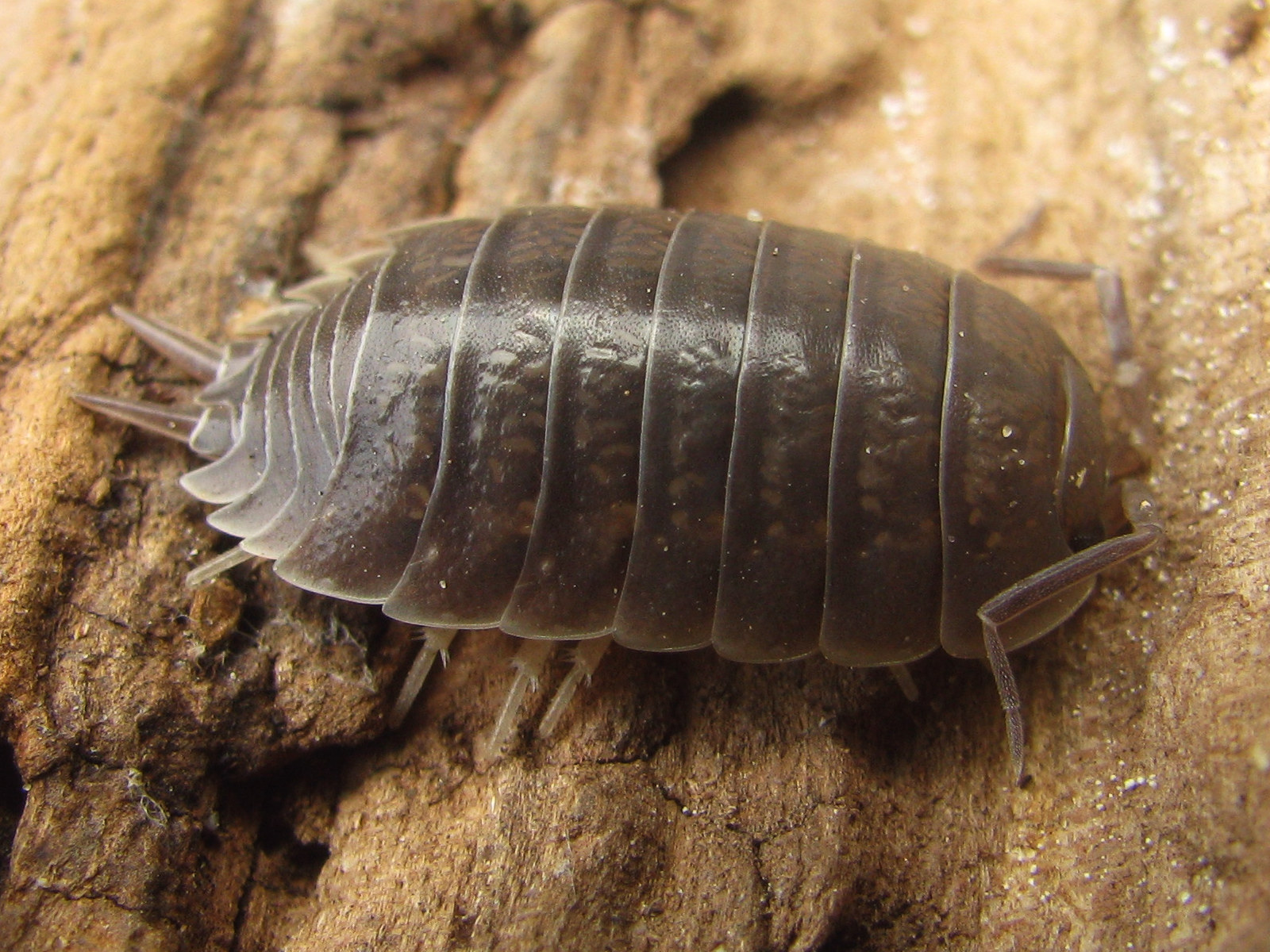
Porcellio laevis

Además, se conocen dos especies fósiles procedentes de ámbar báltico.
Porcellio cyclocephalus y P. notatus. Están situadas en este género, a falta de una posición taxonómica más adecuada, aunque hay dudas al respecto.

## Especies
Se consideran 191 especies en este género:
- Porcellio achilleionensis Verhoeff, 1901
- Porcellio acutiserra Barnard, 1940
- Porcellio aghousi Paulian de Felice, 1939
- Porcellio albanicus Verhoeff, 1907
- Porcellio albicornis (Dollfus, 1896)
- Porcellio albinus Budde-Lund, 1885
- Porcellio alexandrinus Brandt, 1833
- Porcellio alluaudi Dollfus, 1893
- Porcellio alpinus Am Stein, 1857
- Porcellio alticola Vandel, 1940
- Porcellio anagae Hoese, 1985
- Porcellio ancararum Rodríguez & Vicente, 1992
- Porcellio andreinii Arcangeli, 1913
- Porcellio angustulus Budde-Lund, 1885
- Porcellio atlanteus Verhoeff, 1937
- Porcellio atlantidum Paulian de Felice, 1939
- Porcellio atticus Verhoeff, 1907
- Porcellio auritus Budde-Lund, 1879
- Porcellio babilonus Rodríguez & Barrientos, 1993
- Porcellio baeticensis Vandel, 1953
- Porcellio baidensis Viglianisi, Lombardo & Caruso, 1992
- Porcellio balearicus Cruz & Garcia, 1994
- Porcellio barroisi Dollfus, 1892
- Porcellio batesoni Collinge, 1915
- Porcellio bistriatus Budde-Lund, 1885
- Porcellio blattarius Budde-Lund, 1885
- Porcellio bolivari Dollfus, 1892
- Porcellio bovei Lucas, 1849
- Porcellio brevipennis Budde-Lund, 1885
- Porcellio buddelundi Simon, 1885
- Porcellio cadenati Vandel, 1954
- Porcellio calderensis Vandel, 1954
- Porcellio canariensis Dollfus, 1893
- Porcellio cataractae Vandel, 1960
- Porcellio cavernicolus Vandel, 1946
- Porcellio centralis Vandel, 1954
- Porcellio chilensis Nicolet, 1849
- Porcellio chuldahensis Verhoeff, 1923
- Porcellio cilicius Verhoeff, 1907
- Porcellio colasi Vandel, 1958
- Porcellio conchus Mulaik & Mulaik, 1943
- Porcellio conifer C. Koch, 1856
- Porcellio coronatus C. Koch, 1856
- Porcellio curti (Vandel, 1980)
- Porcellio cyclocephalus Menge, 1854
- Porcellio dalensi Caruso & Maio, 1990
- Porcellio debueni Dollfus, 1892
- Porcellio deganiensis Verhoeff, 1923
- Porcellio despaxi Vandel, 1958
- Porcellio dilatatus Brandt, 1833
- Porcellio dispar Verhoeff, 1901
- Porcellio djahizi Medini & Charfi-Cheikhrouha, 2001
- Porcellio djebeli Paulian de Felice, 1939
- Porcellio duboscqui Paulian de Felice, 1941
- Porcellio echinatus Lucas, 1849
- Porcellio elongatus Shen, 1949
- Porcellio emaciatus Budde-Lund, 1885
- Porcellio eserensis Rodríguez & Vicente, 1992
- Porcellio evansi Omer-Cooper, 1923
- Porcellio eximius Dollfus, 1896
- Porcellio expansus Dollfus, 1892
- Porcellio exstinctus Verhoeff, 1923
- Porcellio ferrarai Caruso & Maio, 1990
- Porcellio ferroi Paulian de Felice, 1939
- Porcellio ferrugineus Brandt, 1833
- Porcellio festai Arcangeli, 1932
- Porcellio ficulneus Budde-Lund, 1885
- Porcellio flavocinctus Budde-Lund, 1885
- Porcellio flavomarginatus Lucas, 1853
- Porcellio formosus Stuxberg, 1875
- Porcellio franzi Schmolzer, 1955
- Porcellio gallicus Dollfus, 1904
- Porcellio gauthieri Paulian de Felice, 1939
- Porcellio gestroi Brian, 1932
- Porcellio giustii Caruso & Maio, 1990
- Porcellio glaberrimus Verhoeff, 1951
- Porcellio grandeus Mulaik & Mulaik, 1943
- Porcellio granulatus Menge, 1854
- Porcellio granuliferus Budde-Lund, 1885
- Porcellio gruneri Hoese, 1978
- Porcellio haasi Arcangeli, 1925
- Porcellio herminiensis Vandel, 1946
- Porcellio hispanus Dollfus, 1892
- Porcellio hoffmannseggii Brandt, 1833
- Porcellio humberti Vandel, 1958
- Porcellio hyblaeus Viglianisi, Lombardo & Caruso, 1992
- Porcellio imbutus Budde-Lund, 1885
- Porcellio incanus Budde-Lund, 1879
- Porcellio inconspicuus Dollfus, 1892
- Porcellio ingenuus Budde-Lund, 1885
- Porcellio insignis Brandt, 1833
- Porcellio intercalarius Budde-Lund, 1885
- Porcellio intermedius Schmolzer, 1953
- Porcellio interpolator Budde-Lund, 1885
- Porcellio jaicensis Verhoeff, 1907
- Porcellio klaptoczi Verhoeff, 1907
- Porcellio krivosijensis Strouhal, 1939
- Porcellio laevis Latreille, 1804
- Porcellio laevissimus Dollfus, 1898
- Porcellio lamellatus Budde-Lund, 1875
- Porcellio lapidicolus Paulian de Felice, 1939
- Porcellio lepineyi Verhoeff, 1937
- Porcellio letourneuxi Simon, 1885
- Porcellio liliputanus Nicolet, 1849
- Porcellio longicornis Stein, 1859
- Porcellio maculipennis Budde-Lund, 1894
- Porcellio maculipes Budde-Lund, 1885
- Porcellio magnificus Dollfus, 1892
- Porcellio mahadidi Caruso & Maio, 1990
- Porcellio marginalis Budde-Lund, 1885
- Porcellio marginenotatus Budde-Lund, 1879
- Porcellio martini Dalens, 1984
- Porcellio medinae Rodríguez & Barrientos, 1993
- Porcellio meridionalis Vandel, 1954
- Porcellio messenicus Verhoeff, 1907
- Porcellio minutus Budde-Lund, 1909
- Porcellio monardi Brian, 1953
- Porcellio montanus Budde-Lund, 1885
- Porcellio monticola Lereboullet, 1853
- Porcellio narentanus Verhoeff, 1907
- Porcellio narixae Cifuentes, 2018
- Porcellio nasutus Strouhal, 1936
- Porcellio nemethi Paulian de Felice, 1939
- Porcellio nicklesi Dollfus, 1892
- Porcellio nigrogranulatus Dollfus, 1892
- Porcellio normani (Dollfus, 1899)
- Porcellio notatus C. Koch, 1854
- Porcellio novus Arcangeli, 1936
- Porcellio obsoletus Budde-Lund, 1885
- Porcellio ocellatus Budde-Lund, 1879
- Porcellio olivieri (Audouin, 1826)
- Porcellio ombrionis Vandel, 1954
- Porcellio omodeoi Caruso & Maio, 1990
- Porcellio orarum Verhoeff, 1910
- Porcellio ornatus Milne-Edwards, 1840
- Porcellio ovalis Dollfus, 1893
- Porcellio palaestinus Verhoeff, 1931
- Porcellio palmae Hoese, 1985
- Porcellio parenzani Arcangeli, 1932
- Porcellio pelseneeri Arcangeli, 1936
- Porcellio peninsulae Verhoeff, 1944
- Porcellio peyerimhoffi Paulian de Felice, 1942
- Porcellio piceus Dollfus, 1895
- Porcellio pityensis Vandel, 1956
- Porcellio platysoma Brandt, 1841
- Porcellio praeustus Budde-Lund, 1885
- Porcellio provincialis Aubert & Dollfus, 1890
- Porcellio pseudocilicius Schmalfuss, 1992
- Porcellio puberulus Dollfus, 1895
- Porcellio pulverulentus Budde-Lund, 1885
- Porcellio pumicatus Budde-Lund, 1885
- Porcellio purpureus Budde-Lund, 1885
- Porcellio pyrenaeus Dollfus, 1892
- Porcellio quercuum Verhoeff, 1952
- Porcellio ribauti Verhoeff, 1907
- Porcellio riffensis Caruso & Maio, 1990
- Porcellio romanorum Verhoeff, 1901
- Porcellio rubidus Budde-Lund, 1885
- Porcellio rucneri Karaman, 1966
- Porcellio rufobrunneus Omer-Cooper, 1923
- Porcellio saharaiensis Maio & Dalens, 1991
- Porcellio scaber Latreille, 1804
- Porcellio scabriusculus Mulaik, 1960
- Porcellio scitus Budde-Lund, 1885
- Porcellio septentrionalis Vandel, 1954
- Porcellio siculoccidentalis Viglianisi, Lombardo & Caruso, 1992
- Porcellio silvestrii Arcangeli, 1924
- Porcellio simulator Budde-Lund, 1885
- Porcellio spatulatus Costa, 1882
- Porcellio spinicornis Say, 1818
- Porcellio spinipennis Budde-Lund, 1885
- Porcellio spinipes Dollfus, 1893
- Porcellio spretus Budde-Lund, 1885
- Porcellio strinatii Vandel, 1960
- Porcellio studienstiftius Hoese, 1985
- Porcellio succinctus Budde-Lund, 1885
- Porcellio tentaculatus Vieira, 1982
- Porcellio tortonesei Arcangeli, 1932
- Porcellio tripolitanus Verhoeff, 1907
- Porcellio turolensis Cruz, 1992
- Porcellio uljanini Budde-Lund, 1885
- Porcellio vandeli Verhoeff, 1938
- Porcellio variabilis Lucas, 1849
- Porcellio villiersi Paulian de Felice, 1939
- Porcellio violaceus Budde-Lund, 1879
- Porcellio wagneri Brandt, 1841
- Porcellio werneri Strouhal, 1929
- Porcellio xavieri Arcangeli, 1958
- Porcellio yemenensis Barnard, 1941
- Porcellio zarcoi Vandel, 1960